# Anna van Sandick
Anna van Sandick (* 30. September 1818 in Utrecht; † 4. Juli 1904 in Kleve) war eine niederländische Malerin.

## Leben und Werk
Anna van Sandick war die jüngste Tochter des Generalleutnants Onno Zwier van Sandick (1759–1822) und Henrietta Engelina Feith (1777–1851). Ihr Vater war von 1814 bis 1818 Kommandeur der Königlich-niederländischen Militärschule in Honselersdijk in der  Gemeinde Westland und Militärkommandant der Provinz Utrecht. Er hatte ein gutes Verhältnis zum Kronprinz Wilhelm Friedrich Georg Ludwig von Oranien-Nassau, der gemeinsam mit seiner Frau Anna Pawlowna Paten von Anna wurden. Sie wuchs mit acht Brüdern und drei Schwestern in Zwolle auf, woher ihre Mutter stammte. Der Dichter Rhijnvis Feith war ihr Großvater. Zu Hause wurde sie in Deutsch, Französisch und Musik unterrichtet und erhielt Malunterricht durch einen Onkel.
1848 zog Anna van Sandick mit ihrer Mutter und ihrer Schwester Emilie Henriette (1811–1861) nach Kleve. Sie nahm Privatunterricht beim Landschaftsmaler Barend Cornelis Koekkoek und wurde von Johann Bernhard Klombeck unterrichtet. Mit ihrer Schwester besuchte sie den Harz und das Moselgebiet in Deutschland, Paris und Rouen in Frankreich und Montreux in der Schweiz. Auf ihren Reisen fertigte sie zahlreiche Landschafts- und Porträtstudien an. In Kleve kümmerte sich ihre Schwester um den Haushalt, während Anna van Sandick malte. Zu ihren Motiven gehörten Landschaften bei untergehender Sonne, Winter- und Berglandschaften, Waldszenen und Ansichten von Kleve.
Bei der „tentoonstelling van Levende Meesters“ 1852 in Amsterdam zeigte sie ihre Arbeiten erstmals einem großen Publikum. Im selben Jahr wurde sie zum Mitglied der Rijksakademie van beeldende kunsten ernannt. In Folge beteiligte sie sich noch weitere 24 Mal an den Ausstellungen „van Levende Meesters“, stellte in Den Haag, Leeuwarden, Groningen, Zutphen und mehrmals im Ausland aus. Sie erhielt Anfragen aus England, Deutschland und Frankreich, Mädchen im Malen zu unterrichten und verkaufte ihre eigenen Werke gut. Nach dem Tod ihrer Schwester Emilie 1861 pausierte sie lange Zeit mit dem Malen.
1869 war sie bei der „I. Internationale Kunstausstellung“ im Münchener Glaspalast vertreten. Nach 1880 stellte sie zunehmend weniger aus, erhielt aber 1889 auf der Kölner Ausstellung eine große Goldmedaille und 1890 auf einer Ausstellung in Edinburgh eine weitere Silbermedaille. Sie starb 1904 in Kleve und wurde auf dem städtischen Friedhof beigesetzt.